# Tour El último bondi
Es la novena gira que realizó la banda de rock argentino Patricio Rey y sus Redonditos de Ricota. Comenzó el 18 de diciembre de 1998 y terminó el 16 de abril de 2000. Se realizó para presentar su disco Último bondi a Finisterre. Realizaron dos shows en el Estadio Racing Club, y al año siguiente tocaron en Mar del Plata. En uno de los recitales, un joven perdió la vista de uno de sus ojos, y demandó a la banda y a la policía. Terminaron la gira con dos conciertos en el Estadio River Plate, en donde hubo algunos incidentes, radicando en la porta de armas blancas de algunos espectadores que hirieron a varios asistentes, desatando el enfado del Indio Solari. Luego de esta corta gira, la banda se metió a los estudios para grabar su último disco, que se titula Momo Sampler.

## Lanzamiento del disco y gira

### 1998
En los últimos meses del año sale a la venta el disco Último bondi a Finisterre. El disco cuenta con la participación de Lito Vitale, Juan Cruz Urquiza y el Bebe Ferreyra, que posteriormente formarían parte de Los Piojos, y es presentado con dos fechas los días 18 y 19 de diciembre en el Estadio Racing Club en Avellaneda (45.000 personas en ambos shows). Contaron con la participación de Hernán Aramberri y Jean-Gabriel Jolivet.
En el recital del día 19, mientras estaban interpretando Todo un palo la banda tuvo que parar el concierto porque un inadaptado arrojó una bengala al escenario (parte del mismo se prendió fuego), y casi obligó a que se suspenda. 

### 1999
En 1999 hacen solamente dos conciertos los días 19 y 20 de junio en el Patinódromo Municipal de Mar del Plata. Allí se producen incidentes entre la policía y los fans de la banda, entre los que se encuentra Juan Pablo Romero, quien sufrió 28 disparos en su cara, y perdió la vista de uno de sus ojos. Debido a ese hecho, el joven demandó a la banda y la policía.

### 2000
Comienzan el año 2000 haciendo dos multitudinarios shows en el Estadio River Plate los días 15 y 16 de abril (70.000 personas en ambos shows). Cabe destacar que en el show del día 15, un par de inadaptados llevaron armas blancas, y tuvieron que detener el show durante 30 minutos. El Indio Solari se encontraba muy indignado por esta situación, y al final del recital dijo: "Consideren esta como una de las últimas veces que toquemos"

## Conciertos
- 18/12/1998 - Estadio Racing Club, Avellaneda
- 19/12/1998 - Estadio Racing Club, Avellaneda
- 19/06/1999 - Patinódromo, Mar del Plata
- 20/06/1999 - Patinódromo, Mar del Plata
- 15/04/2000 - Estadio River Plate, Buenos Aires
- 16/04/2000 - Estadio River Plate, Buenos Aires

## Formación durante la gira
- Indio Solari - Voz
- Skay Beilinson - Guitarra
- Semilla Bucciarelli - Bajo
- Sergio Dawi - Saxo
- Walter Sidotti - Batería

## Invitados
- Jean-Gabriel Jolivet - 2.ª guitarra en los shows en Racing Club
- Hernán Aramberri - Samplers y 2.ª batería en los shows en Racing Club y en Patinodromo de Mar Del Plata
- Willy Crook - 2.° saxo en los shows en Patinodromo de Mar Del Plata